# Erno Paasilinna
Erno Paasilinna, finski pisatelj in novinar, * 14. marec, 1935, Petsamo, Finska, † 30. september, 2000, Tampere, Finska.